# Irska republikanska armada
Irska republikanska armada (angleško Irish Republican Army, kratica IRA, irsko Óglaigh na hÉireann) je irska teroristična organizacija, ki se bori za priključitev Severne Irske k Republiki Irski in je predstavljala oboroženo krilo politične stranke Sinn Fein.

## Delovanje
IRA je teroristično delovala predvsem na območju Severne Irske in Velike Britanije. Veliko privržencev in podpornikov je imela med irskimi izseljenci oziroma američani z irskim poreklom v ZDA.

## Zgodovina
IRA je bila ustanovljena leta 1916 med Velikonočno vstajo, ki se je začela na velikonočni ponedeljek, 24. aprila 1916, v Dublinu na Irskem. Ime IRA se je zatem uveljavilo med Irsko osamosvojitveno vojno (1919-1921). Kasneje, leta 1969, je prišlo do razkola in ustanovitve Začasne IRA pod vodstvom Seana MacStiofaina.
IRA je bila v preteklosti zelo aktivna, vendar se je začela razoroževati ob koncu preteklega stoletja, kot del mirovnega procesa v Severni Irski, znanega kot Belfastski sporazum ali Velikonočni sporazum, ki je bil podpisan 10. aprila 1998. Ta sporazum je bil rezultat večletnih pogajanj med različnimi političnimi strankami in vladami Združenega kraljestva ter Irske, z namenom končati desetletja nasilja in konfliktov, znanih kot »The Troubles«.
Od takrat je večina njenih dejavnosti prenehala, čeprav so se pojavile manjše odcepljene skupine, ki so še vedno občasno aktivne, vendar nimajo enakega vpliva kot originalna IRA.